# Ludwig Eichrodt

Ludwig Eichrodt

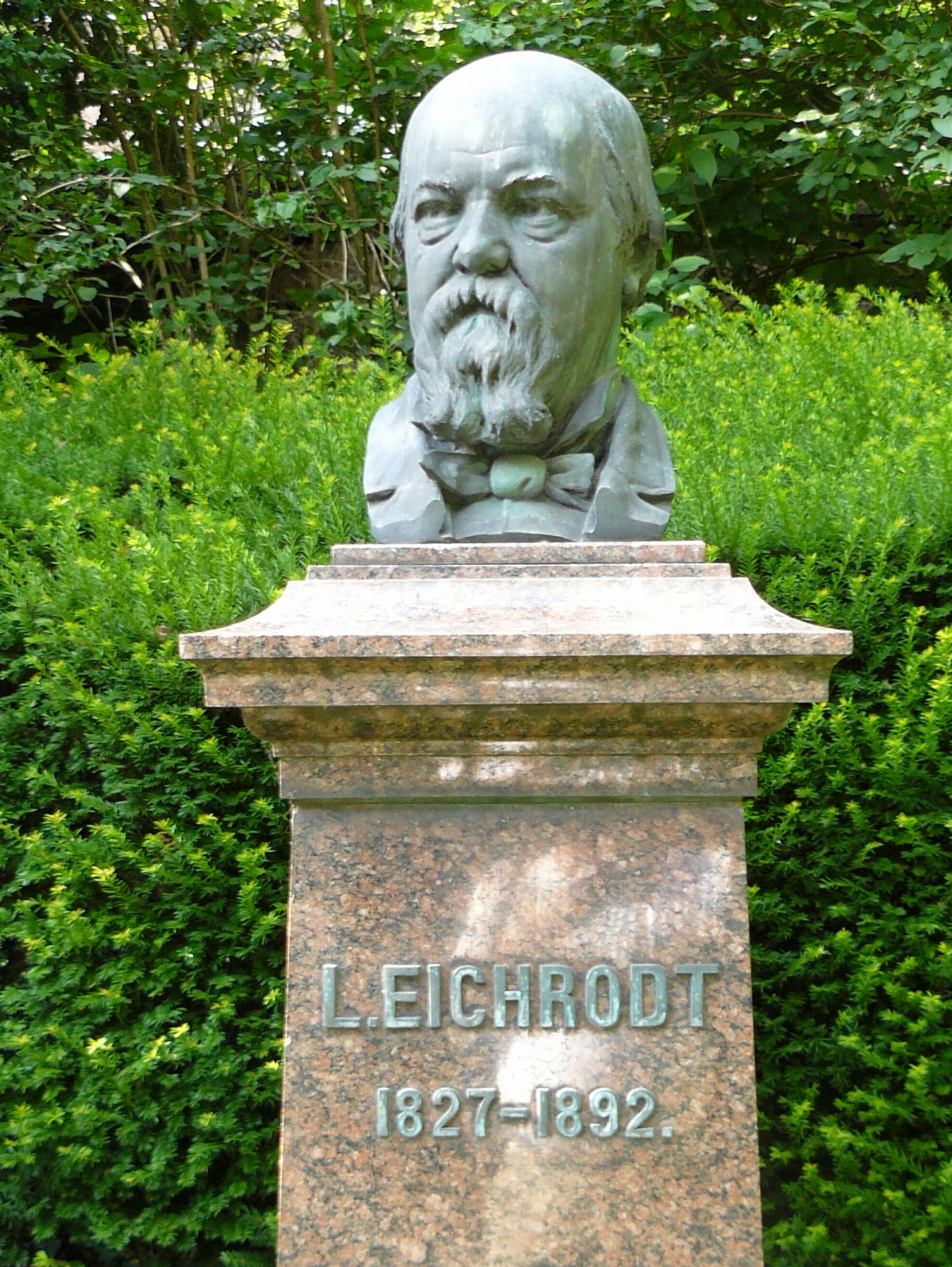
Denkmal für Ludwig Eichrodt im Stadtpark Lahr

Ludwig Eichrodt (* 2. Februar 1827 in Durlach bei Karlsruhe; † 2. Februar 1892 in Lahr/Schwarzwald) war ein deutscher Jurist und humoristischer Dichter.

## Leben
Ludwig Eichrodt war ein Sohn des badischen Ministerialbeamten und späteren Innenministers Ludwig Friedrich Eichrodt (1798–1844) und dessen Ehefrau Elisabeth Eichrodt geborene Joos (1809–1891). Er studierte ab 1845 an der Universität Heidelberg und der Universität Freiburg Rechtswissenschaft, Philosophie und Geschichte, und lebte dann als badischer Justizbeamter an verschiedenen Orten, bis er 1871 zum Oberamtsrichter in Lahr ernannt wurde.
Zusammen mit seinem Studienfreund Adolf Kußmaul erfand er die Figur des schwäbischen Dorflehrers Gottlieb Biedermeier, ein Mensch, dem nach ihrer Charakterisierung „seine kleine Stube, sein enger Garten, sein unansehnlicher Flecken und das dürftige Los eines verachteten Dorfschulmeisters zu irdischer Glückseligkeit verhelfen“. Nach dieser Figur wurde später eine ganze Epoche benannt.
Eichrodt war seit seiner Schulzeit mit Viktor von Scheffel befreundet. Mit dem norddeutschen Schriftsteller Theodor Storm – Dichterjurist wie er selbst – führte Eichrodt einen lebhaften Briefwechsel. Er schloss sich während seiner Studienzeit 1844 der Alten Heidelberger Burschenschaft Allemannia und 1845 dem Heidelberger Neckarbund an. Er war Redakteur beim Allgemeinen Deutschen Kommersbuch.
Ludwig Eichrodt verstarb an seinem 65. Geburtstag. Sein Grab befindet sich auf dem Alten Friedhof bei der Stiftskirche Lahr. Nach ihm ist eine Grundschule in Lahr benannt.

## Familie
Eichrodt heiratete 1860 in Monzingen Elisabeth Susanna Fuchs (1829–1892), eine Tochter des Steuereinnehmers und Gutsbesitzers Philipp Fuchs aus Monzingen. Das Paar hatte einen Sohn und eine Tochter. Der Sohn Friedrich (1862–1952) wurde Kaufmann in Java und war auch als Schriftsteller tätig.

## Werk

### Schriften
Seine Veröffentlichungen entstanden zum Teil unter dem Pseudonym Rudolf Rodt. 
- Gedichte in allerlei Humoren. Stuttgart 1853.
- Schneiderbüchlein. Stuttgart 1853 (anonym mit H. Goll).
- Leben und Liebe. Frankfurt 1856 (Gedichte).
- Die Pfalzgrafen. Lahr 1859 (dramatisches Gedicht).
- Deutsches Knabenbuch. Weltruhm in Reimsprüchen. Lahr 1865 (illustriert von Schrödter und Camphausen).
- Alboin. Bühl 1865 (dramatisches Gedicht).
- Rhein-schwäbisch. Karlsruhe 1869, 2. Auflage 1873 (Gedichte in mittelbadischer Sprechweise).
- Lyrischer Kehraus. Straßburg 1869 (zwei Bände).
- Lyrische Karikaturen. Straßburg 1869 (Anthologie).
- Biedermeiers Liederlust. Straßburg 1870.
- Melodien. Stuttgart 1875 (Lieder).
- Hortus deliciarum. Lahr 1876–1880 (sechs Bände, humoristische Anthologie).
- Gold. Sammlung des Ursprünglichen und Genialen in deutscher Lyrik. Leipzig 1882.

### Illustrationen
- Deutsches Knabenbuch. Hundert Gestalten in Wort und Bild. Schauenburg, Lahr 1864. (Digitalisat bei der Universitäts- und Landesbibliothek Düsseldorf)